# Dichapetalum prancei
Dichapetalum prancei är en tvåhjärtbladig växtart som beskrevs av J. Fernández Casas. Dichapetalum prancei ingår i släktet Dichapetalum och familjen Dichapetalaceae. Inga underarter finns listade i Catalogue of Life.